# 達米爾·馬爾科塔
達米爾·馬爾科塔（1985年12月26日—），克羅地亞籃球運動員。他現在效力於土耳其籃球聯賽球隊伊斯坦布爾BB。他也代表克羅地亞國家籃球隊參賽，參加了2014年籃球世界杯。